# Nortonella polygrammus
Nortonella polygrammus är en kvalsterart som först beskrevs av Wen och Chen 1992.  Nortonella polygrammus ingår i släktet Nortonella och familjen Gymnodamaeidae. Inga underarter finns listade i Catalogue of Life.